# Île du Couronnement
L'île du Couronnement (en anglais Coronation Island) est la plus grande des Orcades du Sud. De forme étirée, elle mesure 40 kilomètres de long pour seulement 10 kilomètres de large.

## Découverte
Elle fut découverte en décembre 1821 par le capitaine américain Nathaniel Palmer et l'explorateur britannique George Powell. Ce dernier lui attribua le qualificatif de "Couronnement" en référence au couronnement de George IV, sacré roi de Grande-Bretagne et Irlande en juillet de cette année-là.

## Géographie
L'île est pratiquement toujours recouverte par des glaciers. Son sommet, le mont Nivea, culmine à 1 266 mètres d'altitude.
La côte irrégulière de l'île est découpée par plusieurs baies dont :
- Iceberg Bay  sur la côte sud entre le cap Hansen et Olivine Point ;
- Ommanney Bay sur la côte nord entre Prong Point et Foul Point ;
- Sandefjord Bay sur la côte ouest près des îles Larsen.

## Zone protégée
Une superficie de 92 kilomètres carrés du centre-nord de l'île a été classée zone spécialement protégée de l'Antarctique (ZSPA 114), afin de servir de site de référence relativement vierge pour des études comparatives avec des sites plus fortement touchés. La majorité du site est couverte de glace, avec de petites zones de terre le long de la côte. Parmi les oiseaux qui viennent se reproduire figurent les manchots à jugulaire, les pétrels des neiges et les damiers du Cap.